# Hypodoxa deteriorata
Hypodoxa deteriorata är en fjärilsart som beskrevs av Walker 1860. Hypodoxa deteriorata ingår i släktet Hypodoxa och familjen mätare. Inga underarter finns listade i Catalogue of Life.